# Krotoszyn (Ukraina)
Krotoszyn (ukr. Кротошин) – wieś na Ukrainie, w obwodzie lwowskim, w rejonie lwowskim, w hromadzie Dawidów, na południowy wschód od Lwowa. W 2018 roku liczyła 1220 mieszkańców.

## Historia
Według miejscowej tradycji wieś została założona w 1369, wraz z sąsiednim Wołkowem, jako osada kolonistów z Wielkopolski. Pierwsza udokumentowana wzmianka pochodzi z 1377 – jest to informacja o tym, że książę Władysław Opolczyk darowuje Krotoszyn, Zaszków, Kościejów i cztery dworzyszcza we wsi Mierzwica klasztorowi dominikanów we Lwowie. Krotoszyn pozostawał własnością zakonu aż do XX wieku. W 1397 roku wieś została lokowana na prawie magdeburskim przez króla Władysława Jagiełłę.
W 1399, za zgodą arcybiskupa Jakuba Strepy, dominikanie założyli we wsi kaplicę, która działała następnie na prawach świątyni parafialnej. Kościół murowany, konsekrowany w 1855 roku stał się siedzibą parafii pod wezwaniem Wszystkich Świętych, należącej do dekanatu szczerzeckiego w archidiecezji lwowskiej.
We wsi od 1857 roku istniała szkoła trywialna. Wcześniej szkoła parafialna.
W II Rzeczypospolitej wieś w powiecie lwowskim województwa lwowskiego.  Według spisu z 1921 roku, wieś liczyła 1110 mieszkańców, w zdecydowanej większości wyznania rzymskokatolickiego i w całości narodowości polskiej.
Główne zajęcia mieszkańców to: uprawa roli oraz drobna działalność rzemieślnicza: kołodziejstwo, kowalstwo, krawiectwo, murarstwo, usługi szewskie oraz handel.
W 1944 nacjonaliści ukraińscy z OUN-UPA zamordowali tutaj 11 Polaków.
W wyniku II wojny światowej Polscy mieszkańcy wsi zostali w latach 1945–1946 wysiedleni na ziemie zachodnie i północne w nowe granice Polski. Główne miejsce osiedlenia: Świdwin, okolice Wrocławia oraz Namysłów i wsie powiatu namysłowskiego: Kamienna, Wilków i Bukowa Śląska.